# 309
309 је била проста година.

## Догађаји
- Гај Цејоније Руфије Волусијан, преторијански префект цара Максенција, побеђује узурпатора Домиција Александра и чисти Африку од његових присталица.
- Краљ Хормизд II, владар Сасанидског царства, захтева да краљ Гасанида плаћа данак. Након што је краљ одбио, Хормизд напада територију Гасанида. Гасаниди траже помоћ од Максимина Даје, али пре него што стигне римска војска, Хормизд побеђује војску Гасанида и убија њиховог краља. Гасанидске снаге тада упадају у заседу на Хормиздову малу пратњу док је овај у лову, а сасанидски краљ је смртно рањен. Умире после 7-годишње владавине.
- Хормизда је наследио његов мали син Шапур II након кратке владавине и убиства Адура Нарсеха.[3]
- Папу Марцела I протерује из Рима цар Максенције.

### Април
- 18. април – Папа Евсевије је наследио папу Маркела I као 31. епископ Рима, али је и сам протеран 17. августа на Сицилију.